# John A. Dahlgren
Kontreadmiral John Adolphus Bernard Dahlgren, USN, (født 13. november 1809, død 12. juli 1870), søn af Bernhard Ulrik Dahlgren, købmand og svensk konsul i Philadelphia, Pennsylvania, gjorde karriere i United States Navy. Han ledede Unionsflådens våbenafdeling under den amerikanske borgerkrig og designede en række forskellige kanoner og andre skydevåben, som blev anset for at være en af grundene til at Unionen vandt krigen.

## Biografi
John Dahlgren blev født i Philadelphia, Pennsylvania. Han kom ind i flåden i 1826 som kadet og blev forfremmet til kystopmåling i 1834. I 1847, var han blevet våbenofficer og på flådeværftet i Washington D.C. begyndte han at forbedre og systematisere anskaffelsen af våben og forsyningssystemerne til dem.
Under hans ledelse etablerede flåden sit eget smelteri og dets første produkt var båd-howitzeren, som var designet til at bruges på skibe og ved landgang. Det er imidlertid hans støbejernskanon (Dahlgren gun), som han er kendt for.
Hans båd-howitzer design var en forbedring af den granat-kanon, som blev opfundet af den franske admiral Henri-Joseph Paixhans. Dahlgren skrev:
| „ | "Paixhans havde indtil da tilfredsstillet søens folk med hensyn til styrken i granatkanoner i en sådan grad, at de fik lov at komme om bord på skibene, men ved at koncentrere sig om det eksplosive element havde han ofret præcision og rækkevidde ... forskellen mellem Paixhans og mit system var ganske enkelt at Paixhans var rene granatkanoner, som ikke var designet for kugler eller for stor gennemtrængning eller træfsikkerhed på lang afstand. De var derfor en hjælp for eller sidestillet med kugle-kanoner. Det gav en blandet bestykning, hvilket i sig selv var betænkeligt, og blev aldrig indført i stor stil i Frankrig ... Min ide var at lave en kanon som kunne skyde granater langt og præcist med mulighed for at skyde egentlige kugler, når det var nødvendigt og udelukkende have sådanne kanoner i batteriet. | “ |
|   | — John A. Dalgren |   |

United States Navy havde udstyret adskillige skibe med 8-tommer Paixhans kanoner på 63 og 55 cwt. i 1845, og senere en 10-tommer granatkanon på 86 cwt. I 1854 blev de 6 fregatter i USS Merrimack-klassen udstyret med 9-tommer Dahlgren granat kanoner shell. I 1856 blev Dahlgren kanonen standard kanonen i United States Navy.
Imidlertid sprang en af Dahlgren kanonerne i luften ved aftestning i 1860, hvilket fik flåden til at kræve, at der blev anvendt langt mindre krudtladninger – indtil et stykke ind i borgerkrigen. Kommandøren på USS Monitor mente, at hvis hans kanonerer havde fået lov til at bruge en fuld ladning, havde han måske været i stand til at sænke CSS Virginia.
Dahlgren selv overtog ledelsen af flådeværftet i Washington i 1861, og i 1863 tog han kommandoen over den Sydlige Atlantiske Blokade Eskadre. I 1864 hjalp han William Tecumseh Sherman med at sikre Savannah, Georgia. I 1869 vendte han tilbage til flådeværftet i Washington hvor han gjorde tjeneste indtil sin død.
Flådestationen i Dahlgren, Virginia, Dahlgren Hall på flådeakademiet i Annapolis, Maryland og adskillige skibe er blevet opkaldt efter ham.
Admiral Dahlgren's søn, oberst Ulric Dahlgren, blev drægt i borgerkrigen under et kavaleri raid mod Richmond, Virginia, som gik ud på at dræbe Jefferson Davis og konføderationens regering. Dette plot er kendt som Dahlgren Affæren. Admiralen var stærkt påvirket af sin søns død og rolle i denne hændelse. Trods admiralens tilknytning til de radikale Republikanere var John Dahlgrens yngre bror en stærk fortaler for slaveri og brigadegeneral i sydstatshæren.

## Personlige liv
I 1865 giftede Dahlgren sig med Madeleine Vinton, datter af kongresmedlemmet Samuel Finley Vinton og Romaine Madeleine Bureau, og enke efter Daniel Convers Goddard, førstesekretær i det nydannede Indenrigsministerium. Madeleine var en velkendt forfatter. Deres børn var John Vinton Dahlgren, Eric Bernard Dahlgren, Sr. og Ulrica Dahlgren.

## Udvalgte værker
- The System of Boat Armaments in the United States Navy
- Shells and Shell Guns
- Naval Percussion Locks and Primers

## Yderligere læsning
- "Rear Admiral John A. Dahlgren". Biographies in Naval History. Naval Historical Center. 25. juli 2001. Arkiveret fra originalen 18. oktober 2006. Hentet 2006-07-24.

- Alice J. Gayley. "Admiral John A. Dahlgren". Pennsylvania in the Civil War. PA Roots. Hentet 2006-07-24.

- Madeleine Vinton Dahlgren (1882). Memoir of John A. Dahlgren, Rear Admiral United States Navy. J.R. Osgood and Co. ASIN B000895S0A. (Skrevet af Dahlgren's enke)